# De Volkskrant
de Volkskrant (em holandês: də ˈvɔɫkskrɑnt, literalmente "o jornal do povo") é um jornal diário matinal neerlandês , com uma circulação de aproximadamente 250.000 tiragens, a grande parte nos Países Baixos.

## História
De Volkskrant foi fundado em 1919 e desde 1921 é distribuído diariamente e as manhãs. Originalmente o de Volkskrant era um jornal católico, estreitamente ligado ao Catholic People's Party (partido cristão neerlandês dissolvido em 1980) e ao pilar católico romano. Na sua refundação em 1945, seu escritório foi movido de Den Bosch para Amsterdão.  Se tornou um jornal de centro-esquerda nos anos 60. Mas sua posição esquerdista tem diminuído desde a década de 1980. Em 23 de agosto de 2006 o Volkskrant publicou sua 25.000ª edição.

## Circulação
Em 2002, a circulação era de 326.000 cópias diárias, em 2011 esse valor diminuiu para 235.000, o qual, no entanto, faz do de Volkskrant o terceiro maior jornal dos Países Baixos, depois do De Telegraaf e Algemeen Dagblad. A  circulação total no território neerlandês em 2002 era de 4,9 milhões.[carece de fontes?]

## Propriedade
De Volkskrant era  parte da PCM Uitgevers N.V., editora também proprietária do NRC Handelsblad, Algemeen Dagblad, e Trouw. Até janeiro de 2003 o jornal Het Parool também era parte da PCM Uitgevers.
Em 2009 a PCM Uitgevers foi comprada pelo De Persgroep N.V., empresa de nacionalidade belga.

## Versão livre
Em outrubro de 2006, o Volkskrant anunciou que passaria a publicar uma versão gratuita de seu jornal voltada ao público jovem. Desta forma, competiria com o Metro e Sp!ts, dois outros jornais diários de circulação livre. No entanto, a PCM não deu permissão para o projeto e o plano foi abandonado. Como alternativa a PCM pretendia lançar um jornal, também gratuito, junto com o investidor Marcel Boekhoorn. PCM, mais tarde, abandonou o projeto e Boekhoorn iniciou o jornal De Pers com seus próprios recursos. Um ano depois a PCM iniciou seu próprio jornal gratuito, o DAG, que teve curta duração e se tornou de circulação digital após outro ano.